# Ferrovie di stato della Corea del Nord

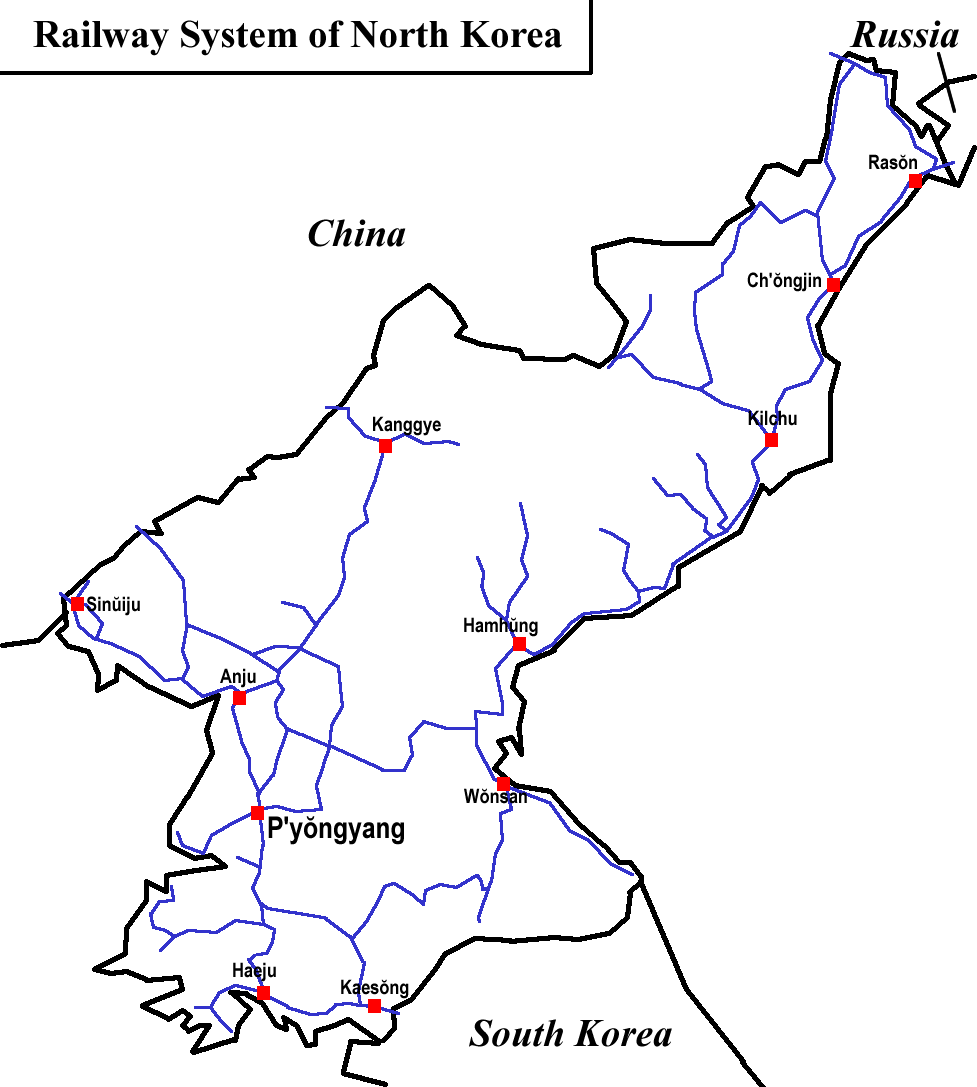
La rete ferroviaria nordcoreana.

Le Ferrovie di Stato della Corea del Nord (조선 민주주의 인민 공화국 철도성?, 朝鮮民主主義人民共和國 鐵道省?, Chosŏn Minjujuŭi Inmin Konghwaguk Ch'ŏldosŏngLR) sono l'azienda che gestisce la rete ferroviaria della Corea del Nord, direttamente controllata dallo Stato. La rete si estende per circa 6000 km, di cui circa 5400 elettrificati.

## Dati principali
- Scartamento: quasi interamente a scartamento normale (1435 mm) con pochi chilometri a scartamento ridotto
- Estensione della rete: oltre 6000 km a scartamento ordinario e 376 km a scartamento ridotto di 762 mm
- Elettrificazione: oltre 5425 km di binari a scartamento ordinario sono elettrificati a 3 kV in corrente continua (l'80% della rete), e 295,5 a scartamento ridotto in corrente continua a 1,5 kV

## Storia
Il 2004 vide il peggior disastro ferroviario in Corea del Nord, quando un'esplosione alla stazione di Ryongchŏn distrusse un grande numero di edifici attorno alla stazione, causando la morte di un centinaio di persone e ferendone oltre un migliaio.
Nel 2007 venne ripristinato il traffico ferroviario fra il nord e il sud della Corea con la riapertura del segmento Kaesŏng-Dorasan della linea Gyeongui attraverso la zona demilitarizzata, sezione che era rimasta disattivata sin dalla Guerra di Corea. La linea venne utilizzata regolarmente per il traffico merci per la regione industriale di Kaesŏng dal 2007 alla metà del 2008, quando il traffico venne interrotto a causa delle crescenti tensioni fra i due paesi. Allo stesso tempo venne riaperta anche la connessione della linea Tonghae Pukpu a oriente, per trasportare passeggeri alla regione turistica del monte Kumgang, ma per lo stesso motivo anche questa tratta venne poi disattivata nuovamente.

## Materiale rotabile

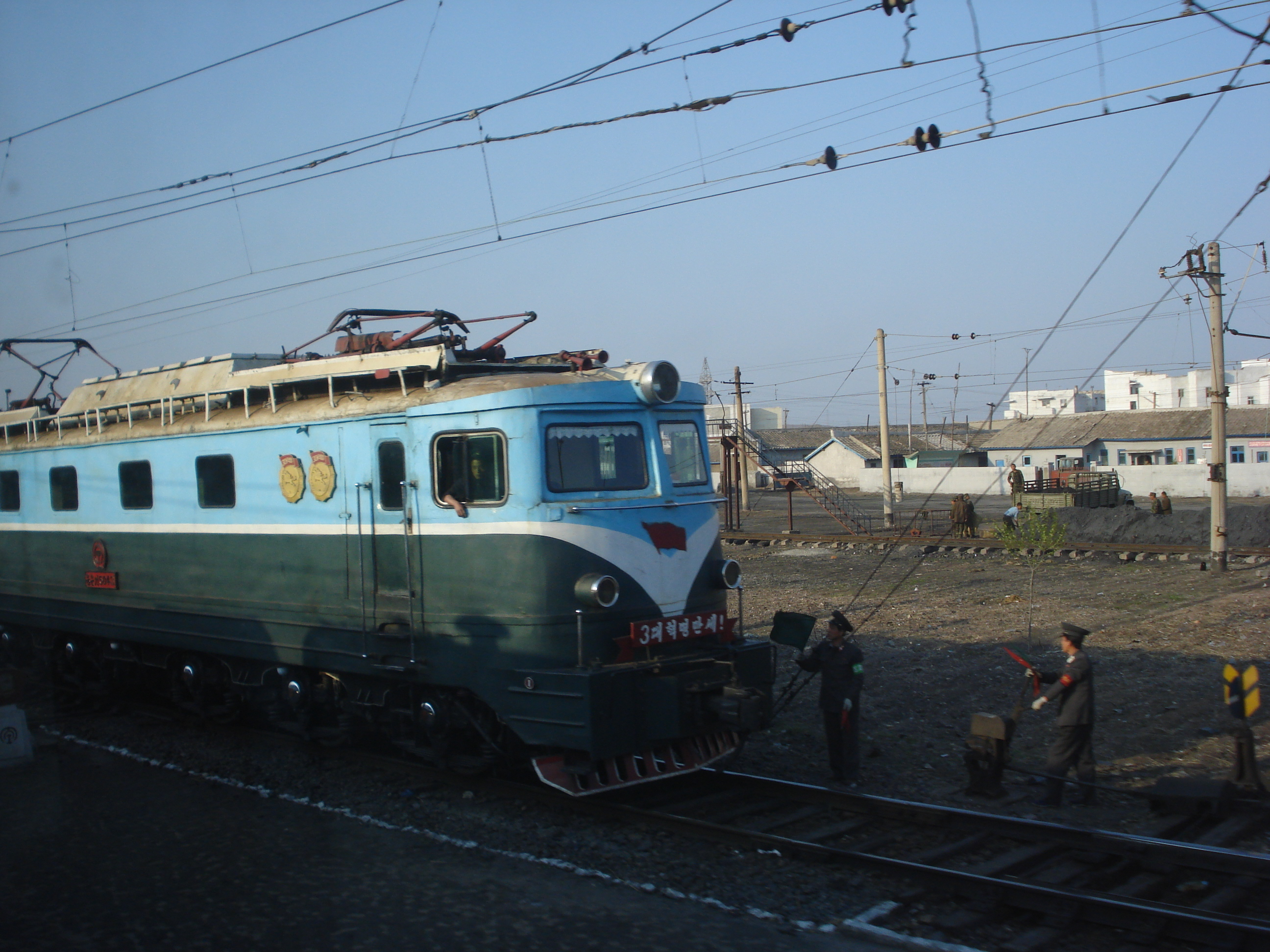
Pulg'ŭngi 5043 - Locomotiva elettrica classe "Red Flag 1"

Le locomotive constano sia in elementi importati che realizzati in Corea del Nord. Sin dall'inizio degli anni sessanta, le locomotive sono state progettate a Pyongyang presso la fabbrica di rotabili Kim Chŏng-tae; i luoghi di produzione sono distribuiti in tutto il paese.

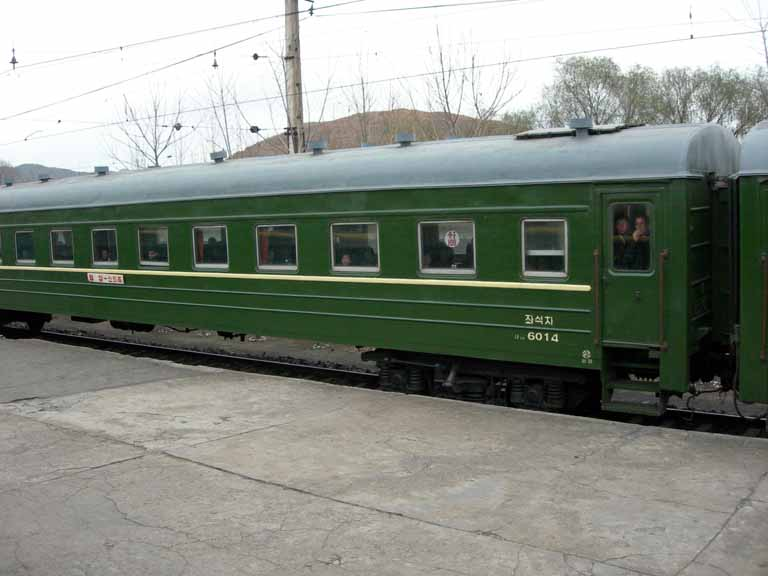
Una carrozza passeggeri di un treno Sinŭiju-P'yŏngyang

La flotta consiste in locomotive elettriche, diesel e a vapore. Le carrozze per i passeggeri sono per lo più realizzate in Corea del Nord utilizzando modelli sovietici o cinesi. Sono ancora in uso alcune locomotive di provenienza statunitense o europea, e negli ultimi anni vengono utilizzati rotabili di seconda mano provenienti dalla Cina.

### Locomotive elettriche ed elettrotreni
- Treno ad alta velocità classe Juche: Attorno al 1976 venne costruito presso la fabbrica Kim Chŏng-tae un solo treno a 4 casse. Per diversi anni il treno è stato accantonato, ma ne 1998 è stato ripristinato come treno speciale per gli scienziati pendolari fra P'yŏngyang e P'aesanjŏm.[2]
- Locomotive railbus classe Bandiera Rossa: un'unica combinazione di locomotiva elettrica con una sezione per il trasporto di passeggeri. Numerate con la serie 900-xx.[2]

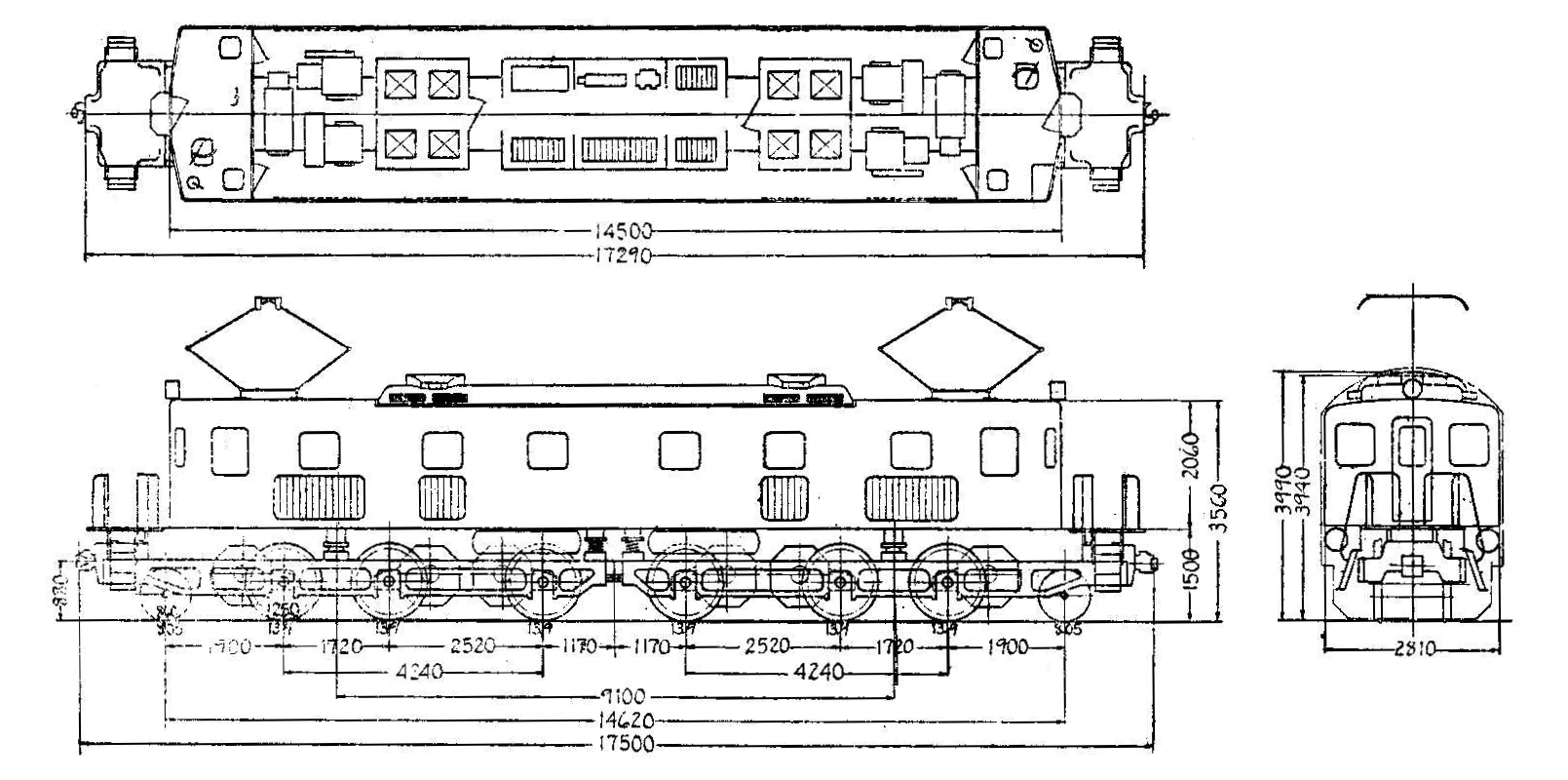
Diagramma della JNR EF12/DeRoI - conosciuta in Corea del Nord come classe Chŏngiha

- Locomotive elettriche classe Bandiera Rossa 1: Realizzate in Corea del Nord dal 1962 su licenza della locomotiva cecoslovacca CSD class E499.0 prodotta dalla Škoda. Questa licenza vale per oltre la metà delle 290 locomotive della Corea del Nord[2], e sono numerate secondo la serie 5000, 5100, 5200 e 5300.
- Locomotive elettriche classe Bandiera Rossa 2: sviluppo ed evoluzione della classe Bandiera Rossa 1,[2] queste locomotive hanno un design leggermente più squadrato. Numerate con le serie 5000, 5100, 5200 e 5300.
- Locomotive elettriche classe Mangyongdae: altra evoluzione della Bandiera Rossa 1,[2] queste locomotive hanno un design leggermente più squadrato. Numerate con le serie 5000, 5100, 5200 e 5300.
- Locomotive elettriche classe Bandiera Rossa 6: versione accoppiata della Bandiera Rossa 2[2]
- Locomotive elettriche classe Bandiera Rossa 7: locomotive a due sezioni accoppiate con design basato sul tipo GIE Francorail-MTE CSE26-21. Conosciute anche come Bandiera Rossa Flag 2.16, il prototipo è esposto al Museo delle Tre Rivoluzioni a Pyongyang.[2]
- Locomotive elettriche serie 150: modelli derivati dall'ungherese Ganz DVM4.
- Locomotive elettriche serie 170: media potenza, realizzate in Corea del Nord.[2]
- Locomotive elettriche serie 1000 bassa potenza, realizzate in Corea del Nord.[2]
- Locomotive elettriche serie 2000: usate per il servizio passeggeri e realizzate in Corea del Nord.[2]
- Locomotive elettriche serie 4000: costruite in Corea del Nord e basate sulle Francorail-MTE. La numero 4054 è esposta al Museo delle Tre Rivoluzioni.
- Locomotive elettriche serie 90000: a causa della penuria di carburante, la locomotiva diesel GIE Francorail-MTE CSE26-21 è stata convertita a elettrica e lo scartamento adattato ai 762 mm.[2]

- Locomotive elettriche classe Chŏngiha: tipo DeRoI type, numerate da 전기하1 a 전기하9. Almeno una di esse è ancora in servizio.[2] Aspetto molto simile alle locomotive di classe EF12 delle Ferrovie Nazionali giapponesi, ma con potenza di 2250 kW anziché 1600 kW.[3]
- Locomotive elettriche classe Grande Marcia Chŏllima: una notizia del 1999 dell'Agenzia telegrafica centrale della Corea ha menzionato la costruzione di una nuova classe di locomotive presso il centro Kim Chŏng-t'ae. L'articolo spiegava che le locomotive sarebbero state assegnate ai depositi di Kilchu, Hŭichon e Kowŏn, ma nessun'altra informazione è arrivata[4]
- Locomotive elettriche classe Marcia forzata-class (강행군 Kanghaenggun): almeno 15 locomotive diesel M62 convertite in elettriche nel 1998, numerate dalla 1.5-01 alla 1.5-11.[2]
- Locomotive elettriche classe Bandiera Rossa Songun: prototipo per una nuova locomotiva elettrica a motori asincroni progettata presso il centro Kim Chŏng-tae nel 2011. L'obiettivo del progetto è quello di realizzare una locomotiva che produca una grande potenza con un basso input.[5]